# Frankenija
Frankenija (lat. Frankenia), rod od sedamdesetak vrsta trajnica i polugrmova smještenih u vlastitu porodicu Frankeniaceae, dio reda klinčićolike. 
Rod odnosno porodica rasprostranjena je po svim kontinentima, a u Hrvatskoj je zabilježena samo jedna vrsta,  F. pulverulenta, gdje je poznata pod imenom roda.

## Vrste
1. Frankenia adpressa Summerh.
2. Frankenia ambita Ostenf.
3. Frankenia boissieri Reut. ex Boiss.
4. Frankenia brachyphylla (Benth.) Summerh.
5. Frankenia bracteata Turcz.
6. Frankenia bucharica Basil.
7. Frankenia capitata Webb & Berthel.
8. Frankenia chevalieri Maire
9. Frankenia chilensis C.Presl ex Schult. & Schult.f.
10. Frankenia chubutensis Speg.
11. Frankenia cinerea A.DC.
12. Frankenia conferta Diels
13. Frankenia confusa Summerh.
14. Frankenia connata Sprague
15. Frankenia cordata J.M.Black
16. Frankenia corymbosa Desf.
17. Frankenia crispa J.M.Black
18. Frankenia cupularis Summerh.
19. Frankenia decurrens Summerh.
20. Frankenia densa Summerh.
21. Frankenia desertorum Summerh.
22. Frankenia drummondii Benth.
23. Frankenia eremophila Summerh.
24. Frankenia ericifolia C.Sm. ex DC.
25. Frankenia fecunda Summerh.
26. Frankenia fischeri Hicken
27. Frankenia flabellata Sprague
28. Frankenia foliosa J.M.Black
29. Frankenia fruticosa J.C.Manning & Helme
30. Frankenia georgei Diels
31. Frankenia glomerata Turcz.
32. Frankenia gracilis Summerh.
33. Frankenia gypsophila I.M.Johnst.
34. Frankenia hamata Summerh.
35. Frankenia hirsuta L.
36. Frankenia hispidula Summerh.
37. Frankenia interioris Ostenf.
38. Frankenia irregularis Summerh.
39. Frankenia jamesii Torr. ex A.Gray
40. Frankenia johnstonii Correll
41. Frankenia juniperoides (Hieron.) M.N.Correa
42. Frankenia laevis L.
43. Frankenia latior Sprague & Summerh.
44. Frankenia laxiflora Summerh.
45. Frankenia leonardorum Alain
46. Frankenia magnifica Summerh.
47. Frankenia margaritae Medrano
48. Frankenia microphylla Cav.
49. Frankenia muscosa J.M.Black
50. Frankenia orthotricha (J.M.Black) J.M.Black
51. Frankenia pallida Boiss.
52. Frankenia palmeri S.Watson
53. Frankenia parvula Turcz.
54. Frankenia patagonica Speg.
55. Frankenia pauciflora DC.
56. Frankenia persica (Boiss.) Jaub. & Spach
57. Frankenia planifolia Sprague & Summerh.
58. Frankenia plicata Melville
59. Frankenia pomonensis Pohnert
60. Frankenia portulacifolia (Roxb.) Spreng.
61. Frankenia pseudoflabellata Summerh.
62. Frankenia pulverulenta L.
63. Frankenia punctata Turcz.
64. Frankenia repens (P.J.Bergius) Fourc.
65. Frankenia salina (Molina) I.M.Johnst.
66. Frankenia salsuginea Adigüzel & Aytaç
67. Frankenia scabra Lindl.
68. Frankenia serpyllifolia Lindl.
69. Frankenia sessilis Summerh.
70. Frankenia setosa W.Fitzg.
71. Frankenia stuartii Summerh.
72. Frankenia subteres Summerh.
73. Frankenia tetrapetala Labill.
74. Frankenia thymifolia Desf.
75. Frankenia triandra J.Rémy
76. Frankenia tuvinica Lomon.
77. Frankenia uncinata Sprague & Summerh.
78. Frankenia vidalii Phil.

## Vanjske poveznice
|  | Zajednički poslužitelj ima još gradiva o temi Frankenia |
|  | Wikivrste imaju podatke o taksonu Frankenia             |